# Luzern Lions 2019
Questa voce raccoglie le informazioni riguardanti i Luzern Lions nelle competizioni ufficiali della stagione 2019.

## Lega Nazionale A 2019

### Stagione regolare
| Berna 31 marzo 2019, ore 14:00 CEST 2ª giornata | Bern Grizzlies | 46 – 19 | Luzern Lions | Stadio di atletica leggera Wankdorf |

| 6 aprile 2019, ore 18:00 CEST 3ª giornata | Calanda Broncos | 62 – 26 | Luzern Lions |  |

| 14 aprile 2019, ore 14:00 CEST 4ª giornata | Luzern Lions | 21 – 34 | Winterthur Warriors |  |

| 28 aprile 2019, ore 14:00 CEST 6ª giornata | Luzern Lions | 23 – 29 (d.t.s.) | Bern Grizzlies |  |

| 5 maggio 2019, ore 14:00 CEST 7ª giornata | Geneva Seahawks | 42 – 14 | Luzern Lions |  |

| 19 maggio 2019, ore 14:00 CEST 9ª giornata | Luzern Lions | 14 – 51 | Gladiators Beider Basel |  |

| 26 maggio 2019, ore 14:00 CEST 10ª giornata | Gladiators Beider Basel | 19 – 10 | Luzern Lions |  |

| 2 giugno 2019, ore 14:00 CEST 11ª giornata | Luzern Lions | 0 – 53 | Calanda Broncos |  |

| 16 giugno 2019, ore 15:00 CEST 12ª giornata | Winterthur Warriors | 42 – 7 | Luzern Lions |  |

| 23 giugno 2019, ore 14:00 CEST 13ª giornata | Luzern Lions | 12 – 60 | Geneva Seahawks |  |

### Playout
| 6 luglio 2019, ore 18:00 | Zürich Renegades | 38 – 27 | Luzern Lions |  |

## Torneo NSFL Tackle Élite 2019

### Stagione regolare
| Lucerna 2019 | Luzern Lions | 21 – 6 | Morges Bandits |  |

| Morges 2019 | Morges Bandits | 7 – 6 | Luzern Lions |  |

## Statistiche di squadra
| Competizione             | %Vittorie | In casa | In casa | In casa | In casa | In casa | In casa | In trasferta | In trasferta | In trasferta | In trasferta | In trasferta | In trasferta | Totale | Totale | Totale | Totale | Totale | Totale |
| Competizione             | %Vittorie | G       | V       | N       | P       | Pf      | Ps      | G            | V            | N            | P            | Pf           | Ps           | G      | V      | N      | P      | Pf     | Ps     |
| ------------------------ | --------- | ------- | ------- | ------- | ------- | ------- | ------- | ------------ | ------------ | ------------ | ------------ | ------------ | ------------ | ------ | ------ | ------ | ------ | ------ | ------ |
| LNA - Stagione regolare  | .000      | 5       | 0       | 0       | 5       | 70      | 227     | 5            | 0            | 0            | 5            | 76           | 211          | 10     | 0      | 0      | 10     | 146    | 438    |
| LNA - Playout            | .000      | 0       | 0       | 0       | 0       | 0       | 0       | 1            | 0            | 0            | 1            | 27           | 38           | 1      | 0      | 0      | 1      | 27     | 38     |
| NSFL - Stagione regolare | .500      | 1       | 1       | 0       | 0       | 21      | 6       | 1            | 0            | 0            | 1            | 6            | 7            | 2      | 1      | 0      | 1      | 27     | 13     |
| Totale                   | .077      | 6       | 1       | 0       | 5       | 91      | 233     | 7            | 0            | 0            | 7            | 109          | 256          | 13     | 1      | 0      | 12     | 200    | 489    |